# Darling (film 2007)
Darling è un film del 2007 diretto da Ram Gopal Varma.